# کارونو
کارونو (به لهستانی:  Karwno) یک روستا در لهستان است که در گمینا چارنا دانبرووکا واقع شده‌است.
 کارونو  ۲۷۰ نفر جمعیت دارد.